# Gare de Gruissan-Tournebelle
La gare de Gruissan-Tournebelle, est une ancienne gare ferroviaire française de la ligne de Narbonne à Port-Bou (frontière), située sur le territoire de la commune de Gruissan dans le département de l'Aude en région Occitanie. 
Elle est mise en service en 1897 par la Compagnie des chemins de fer du Midi et du Canal latéral à la Garonne et fermée dans les années 1970 par la  Société nationale des chemins de fer français (SNCF).

## Situation ferroviaire
Établie à 2 mètres d'altitude, la gare de Gruissan-Tournebelle est située au point kilométrique (PK) 413,149 de la ligne de Narbonne à Port-Bou (frontière) entre les gares ouvertes de Narbonne et de Port-la-Nouvelle.

## Histoire
En 1875, les exigences du chef de gare de Narbonne, des frais de magasinage pour les marchandises adressées à Gruissan, incite la commune à envisager la création d'une gare. Pour convaincre la Compagnie des chemins de fer du Midi et du Canal latéral à la Garonne, elle engage en 1877 la construction de la route de Mandirac. En 1893, le chemin d'accès pour relier le site de la future gare nécessite encore une dépense de 4 000 francs pour être achevé. Pour ouvrir la gare, la Compagnie exige l'achèvement du chemin et le versement de 20 000 francs pour la construction du bâtiment de la station. En décembre 1896 la Compagnie demande au conseil municipal d'approuver une convention concernant un droit de passage des voyageurs sur le chemin de halage du canal, assorti d'une redevance annuelle. Désirant absolument avoir une station et pouvoir y accéder, le conseil ratifie la convention.
La station de Gruissan-Tournebelle est mise en service le 27 décembre 1897 par la Compagnie des chemins de fer du Midi et du Canal latéral à la Garonne. Elle est ouverte aux services de la grande (GV) et de la petite vitesse (PV). Cette création entraîne la fermeture du service de la PV à la halte de Mandirac.
En 1898, la commune relaie une demande des habitants concernant la construction d'un abri de quai et confrontée à un important coût d'entretien du chemin d'accès, elle demande une aide à la Compagnie. Elle argumente sur le fait que la Compagnie doit être satisfaite de la fréquentation de la gare. Plus tard, années 1930, un service d'autobus assure la navette entre la gare et le bourg de Gruissan. 
Les abris sont construits en 1943, par le menuisier du bourg. Dans les années 1970, la fréquentation étant devenue insuffisante, la SNCF ferme la gare. 

## Patrimoine ferroviaire
L'ancien bâtiment voyageurs de la gare, désaffecté du service ferroviaire, est occupé par le siège de la section de l'Aude de la Ligue pour la protection des oiseaux (LPO).